# Дрежница (Огулин)
Дрежница је насеље у Горском котару, у Републици Хрватској. Припада граду Огулину, односно Карловачкој жупанији. Насељена је скоро искључиво Србима. У време СФРЈ се звала Партизанска Дрежница, јер је током Другог светског рата била јако партизанско упориште.

## Географија
Дрежница се налази око 36 км југозападно од Огулина.

## Историја
Срби су се у Дрежници населили у 17. веку. Ту је 1827. године била парохија манастира Гомирје, у којој је службовао као парох Симеон Радуловић. Године 1842, изграђена је православна Црква Рождества Пресвете Богородице, која је у Другом светском рату спаљена, а данас је обновљена. Мијат Стојановић је записао да је предјео доста каменит, али има доста лиепе шуме и њешто плодна земљишта, само мањка умно обдјелавање.
Током Другог светског рата, у Дрежници је био јак Народноослободилачки покрет са седиштем Главног штаба Хрватске и Партизанска болница бр. 7, основана 1942. године. У њој су лечени рањеници са Кордуна, Баније, Лике, Жумберка и Словеније. Тамо се данас налази спомен-костурница. Током рата, Дрежница је имала преко 1.000 жртава.

## Делови насеља
Дрежници припадају засеоци: Таталовићи, Зрнићи, Вукелићи, Радловићи, Николићи, Кракар, Радојчићи, Палице, Локва, Томићи, Трбовићи, Маравићи, Селиште, Понорац и Брезно. Неки од њих су били самостална насеља. Последњи пут су се појавили на попису становништва из 1991. године.

## Становништво
Према попису становништва из 2011. године, насеље Дрежница је имало 516 становника.
| Националност       | 1991. | 1981. | 1971. | 1961. |
| Срби               | 69    | 79    | 89    | 116   |
| Хрвати             | 1     | 3     | 7     | 16    |
| Југословени        | 4     | 12    | 2     |       |
| остали и непознато | 4     | 1     | 1     | 2     |
| Укупно             | 78    | 95    | 99    | 134   |

| Демографија | Демографија | Демографија |
| Година      | Становника  | Становника  |
| ----------- | ----------- | ----------- |
| 1961.       | 134         |             |
| 1971.       | 99          |             |
| 1981.       | 95          |             |
| 1991.       | 78          |             |
| 2001.       | 729         |             |
| 2011.       |             | 516         |

### Попис становништва 1991. године
| Насеље    | Срби | Хрвати | Југословени | остали | Укупно |
| Дрежница  | 69   | 1      | 4           | 4      | 78     |
| Зрнићи    | 80   | 0      | 0           | 0      | 80     |
| Вукелић   | 34   | 0      | 0           | 0      | 34     |
| Томићи    | 60   | 1      | 0           | 3      | 64     |
| Трбовићи  | 103  | 0      | 4           | 0      | 107    |
| Кракар    | 106  | 1      | 7           | 0      | 114    |
| Николићи  | 69   | 0      | 0           | 0      | 69     |
| Радојчићи | 52   | 1      | 0           | 1      | 54     |

Напомена: Ова насеља су постојала на свим пописима становништва, од 1890. до 1991. године.